# Guerra hispano-estadounidense
La guerra hispano-estadounidense fue un conflicto bélico que enfrentó a España y Estados Unidos de abril a agosto de 1898, al intervenir Estados Unidos en la guerra de independencia cubana (1895-1898). La derrota de España y la consiguiente pérdida de sus últimas provincias americanas y asiáticas de ultramar dieron lugar en España a la expresión «Desastre del 98».
Tras su derrota, España perdió Cuba (que quedó bajo tutela de Estados Unidos), Puerto Rico, Filipinas y Guam (que pasaron a ser dependencias territoriales de Estados Unidos). El resto de posesiones españolas del Pacífico fueron vendidas al Imperio alemán mediante el tratado hispano-alemán del 12 de febrero de 1899, por el cual España cedió al Imperio alemán sus últimos archipiélagos ―las Marianas (excepto Guam), las Palaos y las Carolinas― a cambio de 25 millones de pesetas (17 millones de marcos), ya que eran indefendibles por España.
El siglo XIX representó para el Imperio español un claro declive, mientras que los Estados Unidos pasaron de convertirse en un país recién fundado a ser una potencia regional media. En el caso español la decadencia, que ya venía de antes, se aceleró primero con la invasión napoleónica, que a su vez provocaría las Guerras de independencia hispanoamericanas, y posteriormente la inestabilidad política (pronunciamientos, revoluciones, guerras civiles...) desangraron al país social y económicamente. La difícil defensa española de sus colonias ultramarinas se puso de manifiesto durante la crisis de las Carolinas en 1885.
En cambio, a lo largo de ese siglo Estados Unidos se expandió territorialmente por vía político-económica (compra de territorios como Luisiana, Alaska...) como político-militar (guerra contra México, genocidio de los pueblos indígenas y Guerras Indias...) además de recibir gran cantidad de inmigrantes. Ese proceso se interrumpió unos años por la guerra civil estadounidense y la Reconstrucción, pero la aparición de Estados Unidos como nueva potencia era incuestionable.
Las tensiones entre España y Estados Unidos existían desde siglos antes, incluyendo conflictos en territorios como Florida, Texas y otros que fueron posteriormente anexionados por Estados Unidos. Respecto a Cuba en los años 1870 con episodios (como el incidente del Virginius). España se encontraba, en el caso de una hipotética guerra contra Estados Unidos, en clara desventaja tanto en el aspecto militar (tamaño y capacidades de las flotas de guerra, además de que España llevaba años luchando contra guerrillas de independentistas), como en el demográfico (en 1890 Estados Unidos tenía más de 62 millones de habitantes por unos 18 millones en España), el geográfico (Estados Unidos luchaba cerca de su territorio en el caso de Cuba, mientras que España tenía que mantener una peor logística, por mayores distancias, con Cuba o Filipinas) y el económico-industrial (Estados Unidos tenía grandes zonas industrializadas, mientras que España era principalmente agrícola). Sin embargo, la agitación nacionalista española, en la que la prensa escrita tuvo una influencia clave, provocó que el gobierno español no pudiera ceder y vender Cuba a Estados Unidos como por ejemplo antes había vendido Florida a ese país en 1821. Si el gobierno español vendía Cuba sería visto como una traición por una parte de la sociedad española y probablemente habría habido una nueva revolución. Así que el gobierno prefirió librar una guerra perdida de antemano, antes que arriesgarse a una revolución, es decir optó por una «demolición controlada» para preservar el Régimen de la Restauración.
La guerra fue relativamente breve. La explosión del acorazado Maine el 15 de febrero de 1898 fue el casus belli de esta guerra. Aún hoy se sigue discutiendo si fue un accidente, un ataque intencionado español o un ataque de «bandera falsa» de los propios estadounidenses. Entonces la opinión pública estadounidense, convenientemente agitada por sus medios de comunicación (como la prensa amarilla), clamaba venganza y la guerra se declaró oficialmente un mes después. Aunque para las tropas estadounidenses la lucha en territorio cubano no fue tan favorable como se esperaban (batalla de El Caney y batalla de las Colinas de San Juan), las dos incontestables victorias navales estadounidenses (la batalla naval de Cavite en Filipinas el 1 de mayo, y la batalla naval de Santiago de Cuba el 3 de julio) provocaron que el gobierno español pidiera en verano negociar la paz, que por intermediación de Francia, se plasmaría en el Tratado de París el 10 de diciembre. Las últimas colonias en el océano Pacífico se venderían al año siguiente al Imperio alemán por ser indefendibles.
La derrota y pérdida de los últimos vestigios del Imperio español (salvo posesiones africanas) fue un profundo shock para la psique nacional de España y provocó una profunda revaluación filosófica y artística de la sociedad española conocidos como el «Regeneracionismo» y la «Generación del 98».
Estados Unidos ganó varias posesiones insulares en todo el mundo, lo que provocó un polémico debate sobre un país que oscilaba entre el aislacionismo y el expansionismo.
Poco tiempo después, en febrero de 1899, estalló la guerra filipino-estadounidense (1899-1902), en la que los filipinos se enfrentaron a las fuerzas estadounidenses que pasaron a tomar posesión del archipiélago.

## Causas de la guerra
Los Estados Unidos, que no participaron en el reparto de África ni de Asia y que desde principios del siglo XIX estaban llevando a cabo una política expansionista, fijaron su área de expansión inicial en la región del Caribe y, en menor medida, en el Pacífico, donde su influencia ya se había dejado sentir en Hawái y Japón. Tanto en una zona como en otra se encontraban valiosas colonias españolas (Cuba y Puerto Rico en el Caribe, Filipinas, las Carolinas y las Marianas y las Palaos en el Pacífico), que resultaron ser presas fáciles, debido a la fuerte crisis política que sacudía su metrópoli desde el final del reinado de Isabel II.[cita requerida]
En el caso de Cuba, su fuerte valor económico, agrícola y estratégico ya había provocado numerosas ofertas de compra de la isla por parte de varios presidentes estadounidenses (John Quincy Adams, James Polk, James Buchanan y Ulysses S. Grant), que el gobierno español siempre rechazó.
Cuba no solo era una cuestión de prestigio para España, sino que se trataba de uno de sus territorios más ricos y el tráfico comercial de su capital, La Habana, era comparable al que registraba en la misma época Barcelona.[cita requerida]
A esto se añade el nacimiento del sentimiento nacional en Cuba, que desde la Revolución de 1868 había ido ganando adeptos, el nacimiento de una burguesía local y las limitaciones políticas y comerciales impuestas por España que no permitía el libre intercambio de productos, fundamentalmente azúcar de caña, con los Estados Unidos y otras potencias.[cita requerida] Los beneficios de la burguesía industrial y comercial de Cuba se veían seriamente afectados por la legislación española. Las presiones de la burguesía textil catalana habían llevado a la promulgación de la Ley de Relaciones Comerciales con las Antillas (1882) y el Arancel Cánovas (1891),
que garantizaban el monopolio del textil barcelonés gravando los productos extranjeros con aranceles de entre el 40 y 46 %, y obligando a absorber los excedentes de producción.
La extensión de estos privilegios en el mercado cubano asentó la industrialización de la región catalana durante la crisis del sector en la década de 1880, anulando sus problemas de competitividad,
a costa de los intereses de la industria cubana, lo que fue un estímulo esencial de la revuelta.
La primera sublevación desembocaría en la Guerra de los Diez Años (1868-1878) bajo la dirección de Carlos Manuel de Céspedes, un hacendado del oriente de Cuba. La guerra culminó con la firma de la Paz del Zanjón, que no sería más que una tregua. Si bien este pacto hacía algunas concesiones en materia de autonomía política y pese a que en 1880 se logró la abolición de la esclavitud en Cuba, la situación no contentaba completamente a los cubanos debido a su limitado alcance. Por ello los rebeldes volvieron a sublevarse de 1879 a 1880 en la llamada Guerra Chiquita.

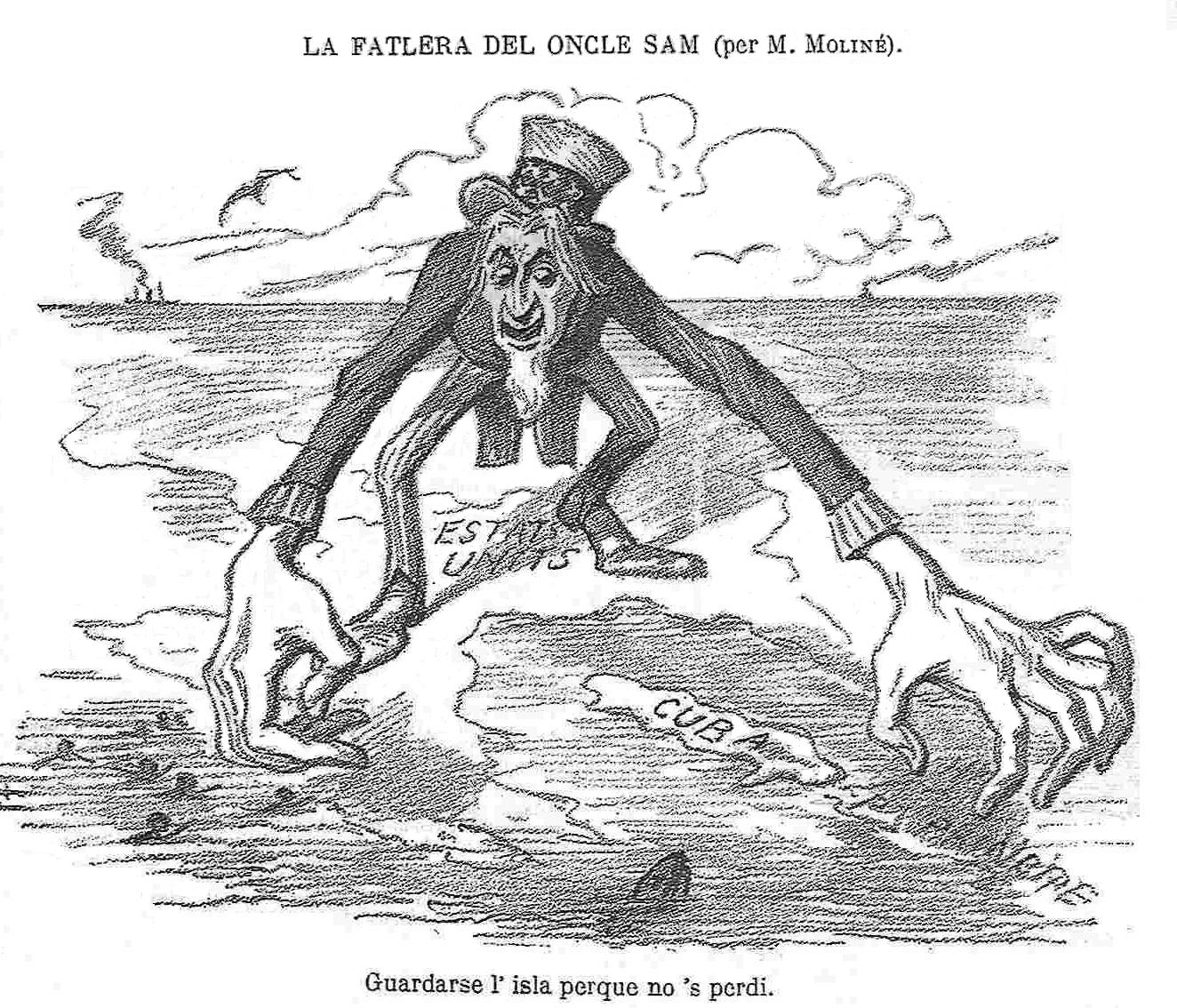
Dibujo satírico publicado en 1896 en el diario catalán La Campana de Gràcia, criticando la actitud de Estados Unidos hacia Cuba.

Por otra parte, José Martí, escritor, pensador y líder independentista cubano, fue desterrado a España en 1871 a causa de sus actividades políticas. Martí en un principio tiene una posición pacifista, pero con el pasar de los años su posición se radicaliza. Es por esto que convoca a los cubanos a la «guerra necesaria» por la independencia de Cuba. Con tal fin, crea el Partido Revolucionario Cubano bajo el cual se organiza la Guerra del 95.
La escalada de recelos entre los gobiernos de Estados Unidos y España fue en aumento, mientras en la prensa de ambos países se daban fuertes campañas de desprestigio contra el adversario.[cita requerida] En América, mediante historietas normalmente inventadas o manipuladas, se insistía una y otra vez en la valentía de los héroes cubanos, a los que se mostraba como unos libertadores luchando por liberarse del yugo de un gobierno y un país que era descrito como tiránico, corrupto, analfabeto y caótico.[cita requerida] Por su parte, los españoles, que no tenían ninguna duda de la intención de Estados Unidos por anexionarse la isla, dibujaban a unos hacendados avariciosos y arrogantes, sostenidos por una nación de ladrones indisciplinados, sin historia ni tradición militar, a los que España debería dar una lección.[cita requerida]
Cada vez parecía más inminente el desencadenamiento del conflicto entre dos potencias que otros países consideraban de segunda: un país impetuoso, joven y todavía en desarrollo, que buscaba hacerse un hueco en la política mundial a través de su economía creciente, y otro viejo, que intentaba mantener la influencia que le quedaba de sus antiguos años de gloria.[cita requerida] Los líderes estadounidenses vieron en la disminuida protección de las colonias, producto de la crisis económica y financiera española, la ocasión propicia de presentarse ante el mundo como la nueva potencia mundial, con una acción espectacular. De hecho esta guerra fue el punto de inflexión en el gran ascenso de la nación estadounidense como poder mundial, pero para su antagonista significó la acentuación de una crisis que tocaría fondo con una guerra civil en el siguiente siglo y no se resolvería hasta la segunda mitad del siglo XX, cuando España finalmente logra recomponerse.
Ninguno de ambos bandos tenía gran experiencia militar reciente. Las últimas campañas bélicas de Estados Unidos se remontaban a su guerra civil (1861-65) y las campañas contra los indígenas de los Estados Unidos (en torno a 1870-90). En el caso español, además del conflicto independentista de Cuba y Filipinas, sus últimas experiencias bélicas fueron la tercera guerra carlista (1872-76) y la guerra de Margallo en Marruecos (1893-94).

## Prolegómenos de la guerra

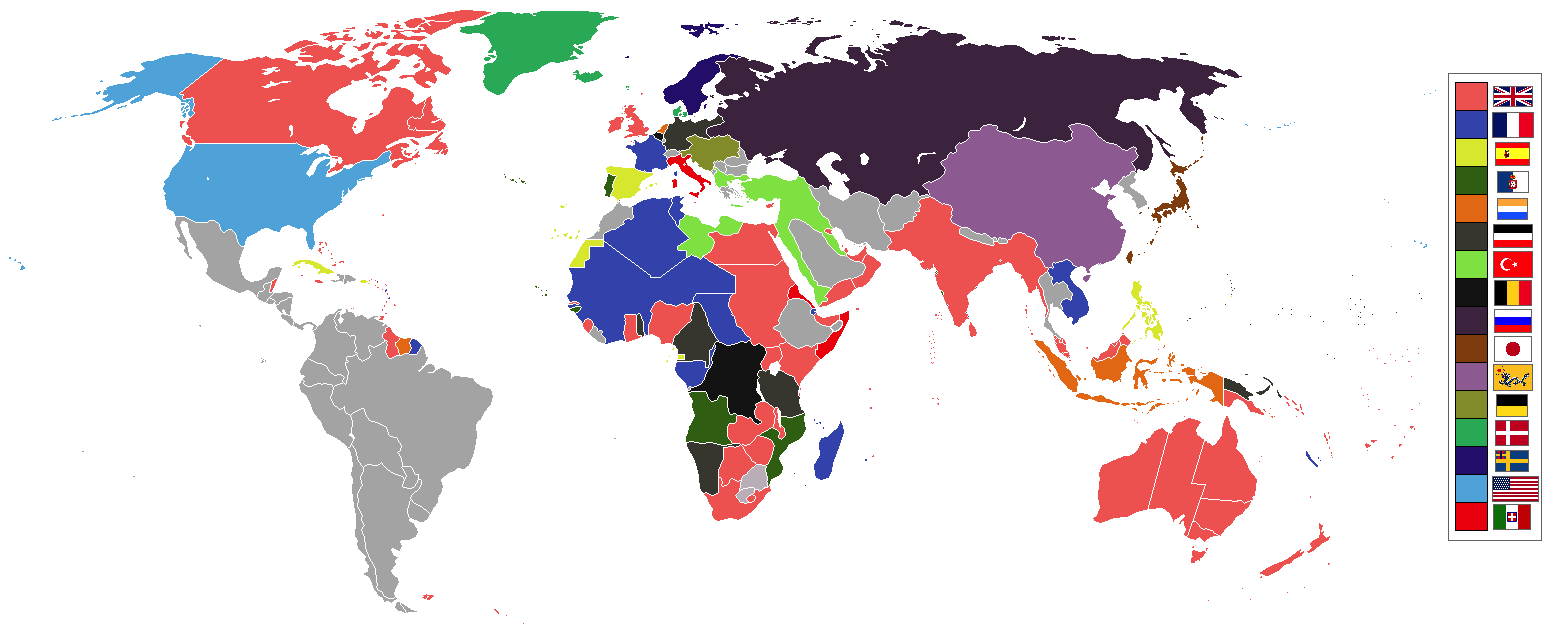
Mapa político del mundo en 1898 que muestra los poderes coloniales de la época. En amarillo, España y en azul claro, Estados Unidos.

El de Cuba no era el primer conflicto internacional desatado por el control de las colonias españolas. En 1885, el Imperio alemán intentó extender su dominio sobre el noreste de Papúa a las islas Carolinas, donde se preveía establecer un protectorado debido a su valor estratégico. La intentona dio lugar a la crisis de las Carolinas y fue duramente combatida por España, que estaba presente en el archipiélago desde 1521 y había reclamado su soberanía por primera vez en 1667; no obstante, los alemanes (al igual que en otras ocasiones habían hecho los británicos) argüían que España las había abandonado al eliminar la presencia militar en 1787, si bien la actividad misionera y comercial se había reanudado posteriormente y mantenido durante todo el siglo XIX. La mediación del papa León XIII terminó, al igual que en otras ocasiones, con el reconocimiento de la soberanía española, aunque se permitió a los alemanes establecer una estación naval y un depósito de carbón en una de las Carolinas.
En Cuba la situación militar española era complicada. Los mambises, dirigidos por Antonio Maceo y Máximo Gómez, controlaban el campo cubano quedando solo bajo control colonial las zonas fortificadas y las principales poblaciones.[cita requerida] El capitán general español Weyler, designado para la isla, decidió recurrir a la política de Reconcentración, consistente en concentrar a los campesinos en «reservas vigiladas». Con esta política pretendía aislar a los rebeldes y dejarlos sin suministros. Estas reservas vigiladas provocaron que empeorara la situación económica del país, que cesó de producir alimentos y bienes agrícolas.
Se supone que a causa de ellas murieron entre 0,2 y 0,4 millones de cubanos.
Esta situación hizo que se radicalizara aún más el proceso independentista y la exacerbación del odio hacia el dominio colonial. En La Habana, se sucedían manifestaciones y enfrentamientos entre los sectores independentistas y españolistas. Por otra parte, muchos cubanos influyentes reclamaban insistentemente en Washington la intervención estadounidense. El gobierno de los Estados Unidos, viendo la posibilidad de que el ejército independentista en Cuba lograra derrocar finalmente al español, y con ello perder la posibilidad de controlar la isla, se decide a intervenir.
El gobierno español se hallaba en una encrucijada: si iba a la guerra la derrota era segura por la diferencia de recursos con la que contaba un bando y otro; pero si concedía la independencia a Cuba o se la vendía a Estados Unidos casi seguro habría una revolución que derrocaría el régimen de la restauración, con posible vuelta de golpes de estado, revoluciones, y guerras civiles que habían marcado las anteriores décadas en España durante el siglo XIX. Los dirigentes políticos finalmente prefirieron una guerra perdida de antemano, ya que conocían la superioridad del enemigo, pero optaron por no enfrentarse a una población que había sido convencida del triunfo por una prensa irresponsable y sensacionalista, y que no habría permitido que el ejército no actuara ante un ataque contra el territorio nacional (Cuba no era considerada una colonia, sino una provincia más del país; pero tanto legalmente como de hecho era administrada como una colonia).[cita requerida]

## Hundimiento del acorazado Maine

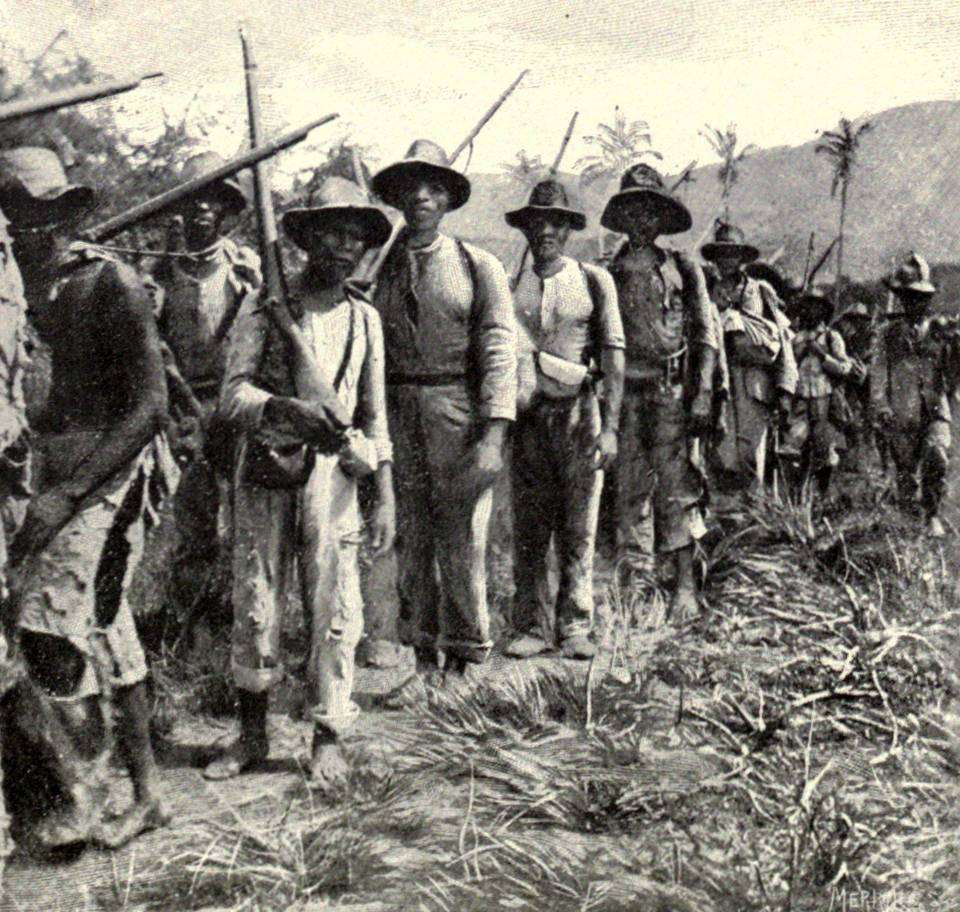
Soldados insurrectos cubanos, que ya llevaban luchando contra España desde 1895.

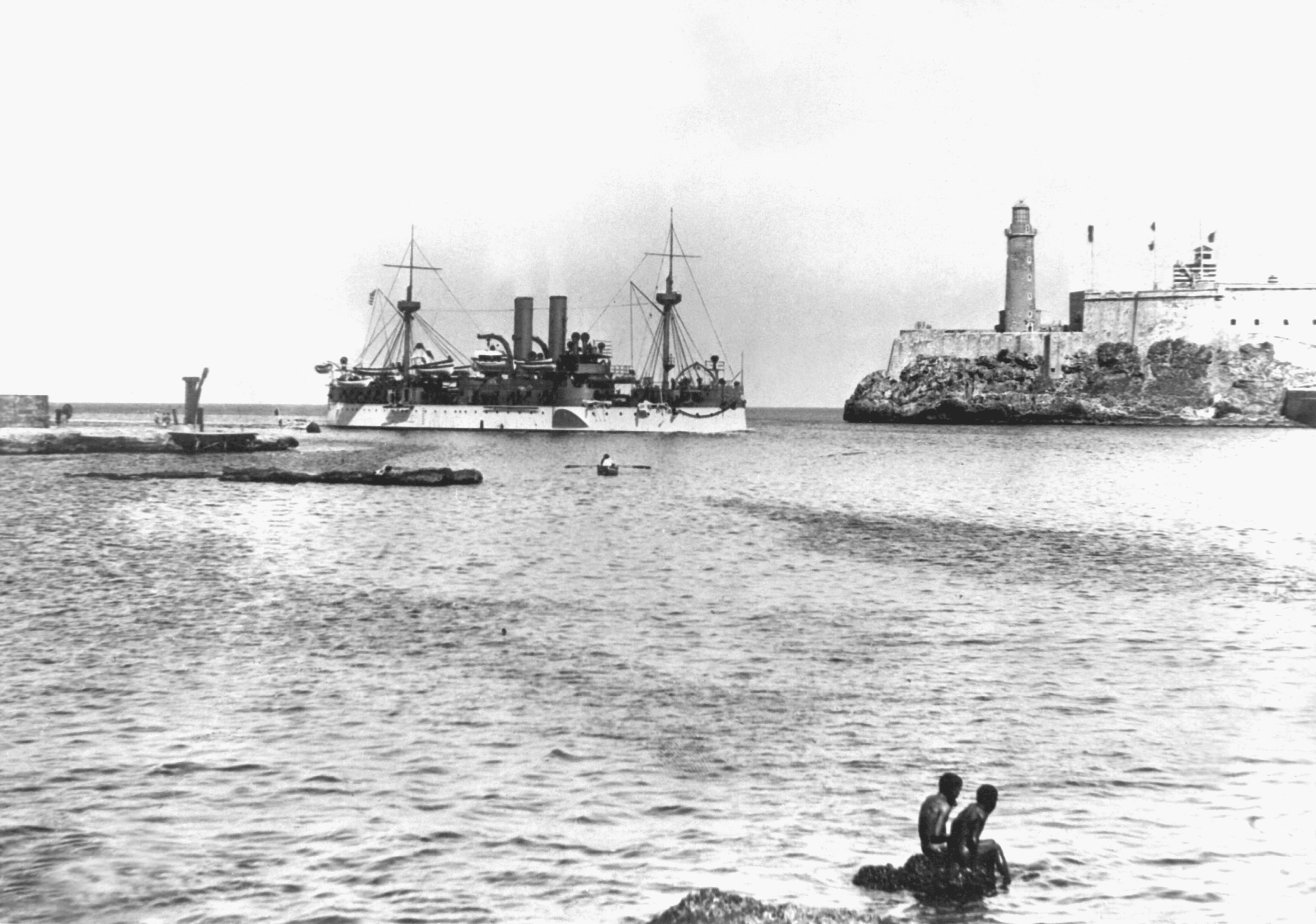
El acorazado Maine entrando en la bahía de La Habana.

El gobierno estadounidense envió a La Habana el acorazado de segunda clase Maine. El viaje era más bien una maniobra intimidatoria y de provocación hacia España, que se mantenía firme en el rechazo de la propuesta de compra realizada por los Estados Unidos sobre Cuba y Puerto Rico. El 25 de enero de 1898, el Maine entró en La Habana sin haber avisado previamente de su llegada, lo que era contrario a las prácticas diplomáticas tanto de la época como actuales. En correspondencia a este hecho, el gobierno español envió al crucero Vizcaya al puerto de Nueva York.
A pesar de lo inoportuno de la visita, la población habanera permanecía tranquila y expectante y parecía que el capitán general, Ramón Blanco, controlaba perfectamente la situación. Por otra parte, a pesar de que el Maine tuvo un gélido recibimiento por parte de las autoridades españolas, Ramón Blanco y el capitán del navío, Charles Dwight Sigsbee, simpatizaron desde el primer momento y se hicieron amigos.
Sin embargo, a las 21:40 del 15 de febrero de 1898, una explosión iluminó el puerto de La Habana: el Maine había saltado por los aires. De los 355 tripulantes, murieron 254 marineros y 2 oficiales. El resto de la oficialidad disfrutaba, a esas horas, de un baile dado en su honor por las autoridades españolas.

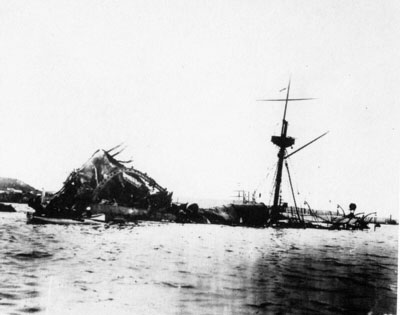
El pecio del USS Maine en 1898.

Sin esperar el resultado de una investigación, la prensa de William Randolph Hearst publicó al día siguiente el siguiente titular: «El barco de guerra Maine partido por la mitad por un artefacto infernal secreto del enemigo».

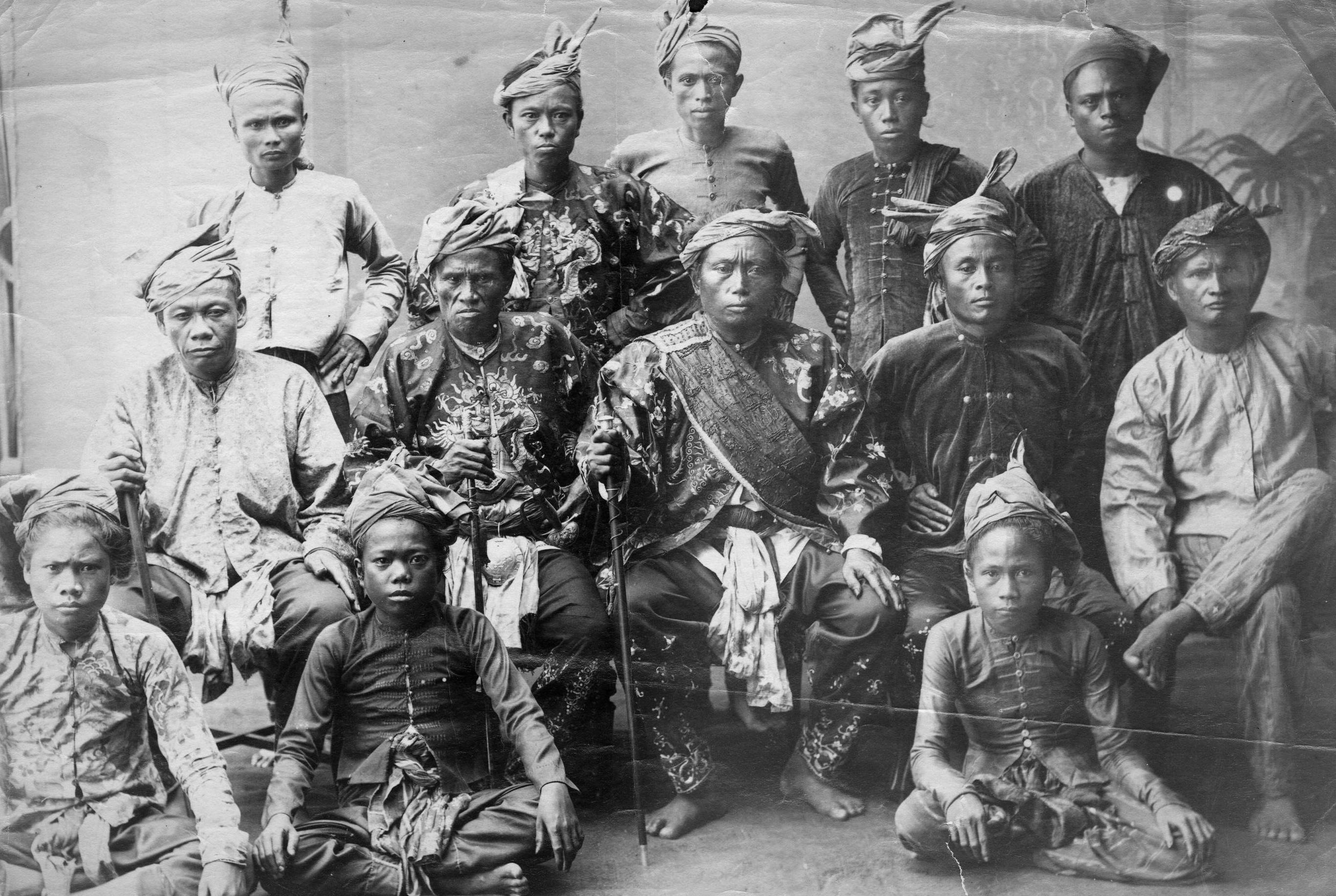
Grupo de jefes tagalos revolucionarios filipinos.

A fin de determinar las causas del hundimiento, se crearon dos comisiones de investigación, una española y otra estadounidense, puesto que estos últimos se negaron a una comisión conjunta.
Los estadounidenses sostuvieron desde el primer momento que la explosión había sido provocada y externa. La conclusión española fue que la explosión era debida a causas internas. Los españoles argumentaron que no podía ser una mina como pretendían los estadounidenses, pues no se vio ninguna columna de agua y, además, si la causa de la explosión hubiera sido una mina, no tendrían que haber estallado los pañoles de munición. En el mismo sentido, hicieron notar que tampoco había peces muertos en el puerto, lo que sería normal en una explosión externa.
Tradicionalmente ha sido una opinión muy extendida entre los historiadores cubanos y españoles el creer que la explosión fue provocada por los propios estadounidenses para utilizarla como excusa para su entrada en la guerra en una operación de bandera falsa.
Algunos estudios desde la década de 1970 hasta la actualidad apuntan a una explosión accidental de la santabárbara, motivada por el calentamiento de los mamparos que la separaban de la carbonera contigua, que en esos momentos estaba ardiendo.
Otros estudios recientes han señalado que, dados los desperfectos causados por la explosión, si la misma hubiera sido provocada por algún artefacto externo, esta habría hecho al barco saltar (literalmente) del agua. Algunos de los documentos desclasificados por el gobierno de Estados Unidos sobre la Operación Mangosta (proyecto para la invasión de Cuba posterior al fracaso de bahía de Cochinos) avalan la polémica hipótesis de que la explosión fue causada en realidad por el propio gobierno de Estados Unidos con el objeto de tener un pretexto para declarar la guerra a España.

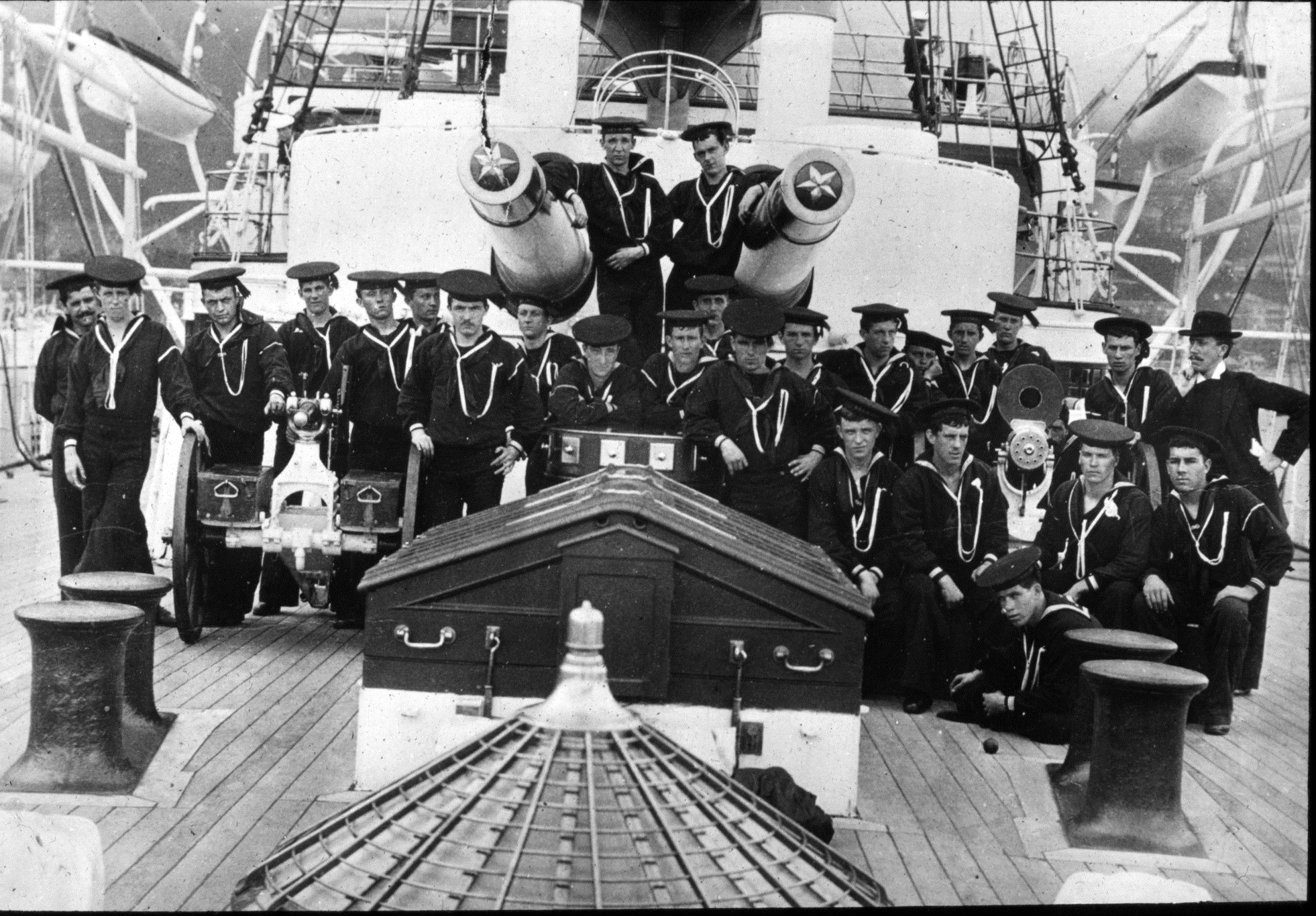
Marineros estadounidenses en el USS Olympia.

España negó desde el principio que tuviera algo que ver con la explosión del Maine, pero la campaña mediática realizada desde los periódicos de William Randolph Hearst ―hoy día el Grupo Hearst, uno de los principales imperios mediáticos del mundo― convencieron a la mayoría de los estadounidenses de la culpabilidad de España, a pesar de las críticas de algunos intelectuales estadounidenses, como el poeta Edgar Lee Masters.

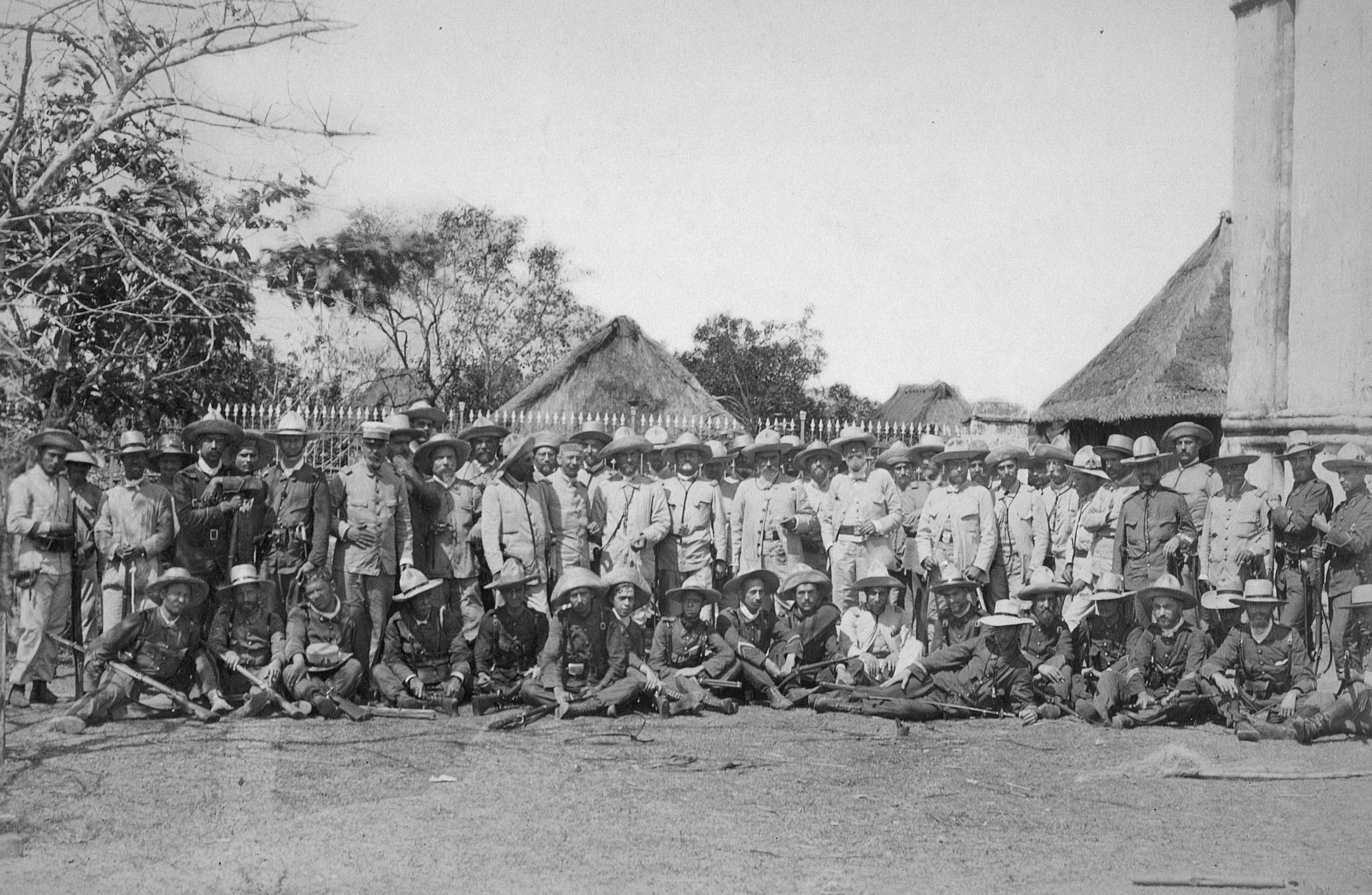
Infantería española; tropas y oficiales en Filipinas.

Estados Unidos acusó a España del hundimiento y declaró un ultimátum en el que se le exigía la retirada de Cuba, además de empezar a movilizar voluntarios antes de recibir respuesta.
Por su parte, el gobierno español rechazó cualquier vinculación con el hundimiento del Maine y se negó a plegarse al ultimátum estadounidense, declarándole la guerra en caso de invasión de sus territorios, aunque, sin ningún aviso, Cuba ya estaba bloqueada por la flota estadounidense. En cuanto al hundimiento del Maine, varios estudios posteriores han llegado a la conclusión de que lo más probable es que la explosión fuese provocada desde dentro del buque, debido a una ignición de la santabárbara, común en los buques estadounidenses de la época.
Comenzó así la guerra hispano-estadounidense, que con posterioridad se extendió a otras colonias españolas como Puerto Rico, Filipinas y Guam.
En 1975, el almirante estadounidense Hyman G. Rickover, al frente de un equipo de investigadores, reunió todos los documentos e informes de las comisiones encargadas de la investigación en 1898, las de 1912, cuando se extrajeron los restos del buque, y cuantas declaraciones, publicaciones y fotografías pudo obtener. Después de un exhaustivo análisis de todo el material dictaminó sin lugar a dudas «que una fuente interna fue la causa de la explosión del Maine».

## Desarrollo del conflicto

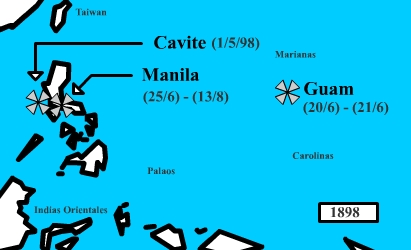
Teatro de operaciones del Pacífico.

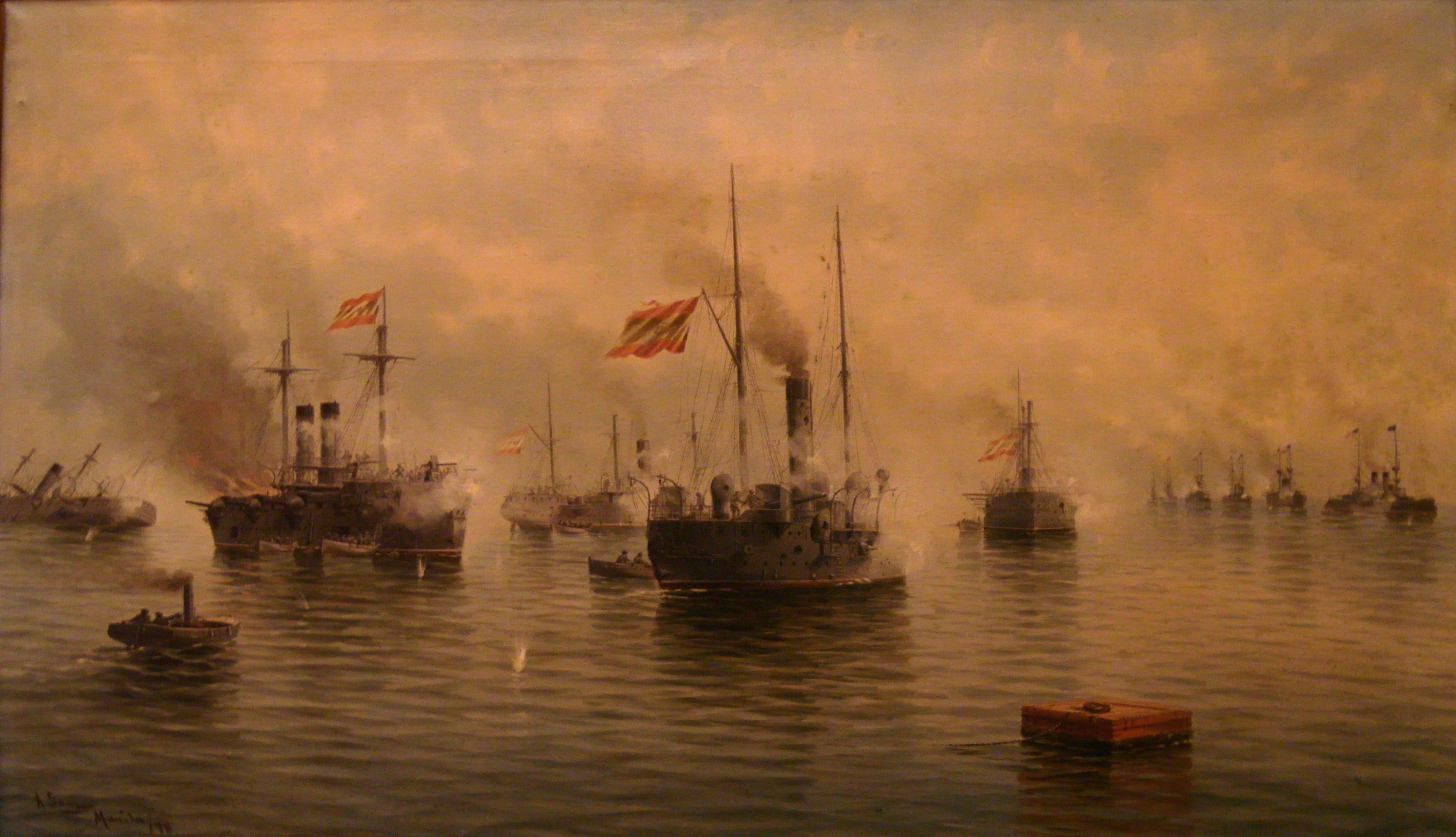
Batalla naval de Cavite, Filipinas, 1 de mayo de 1898.

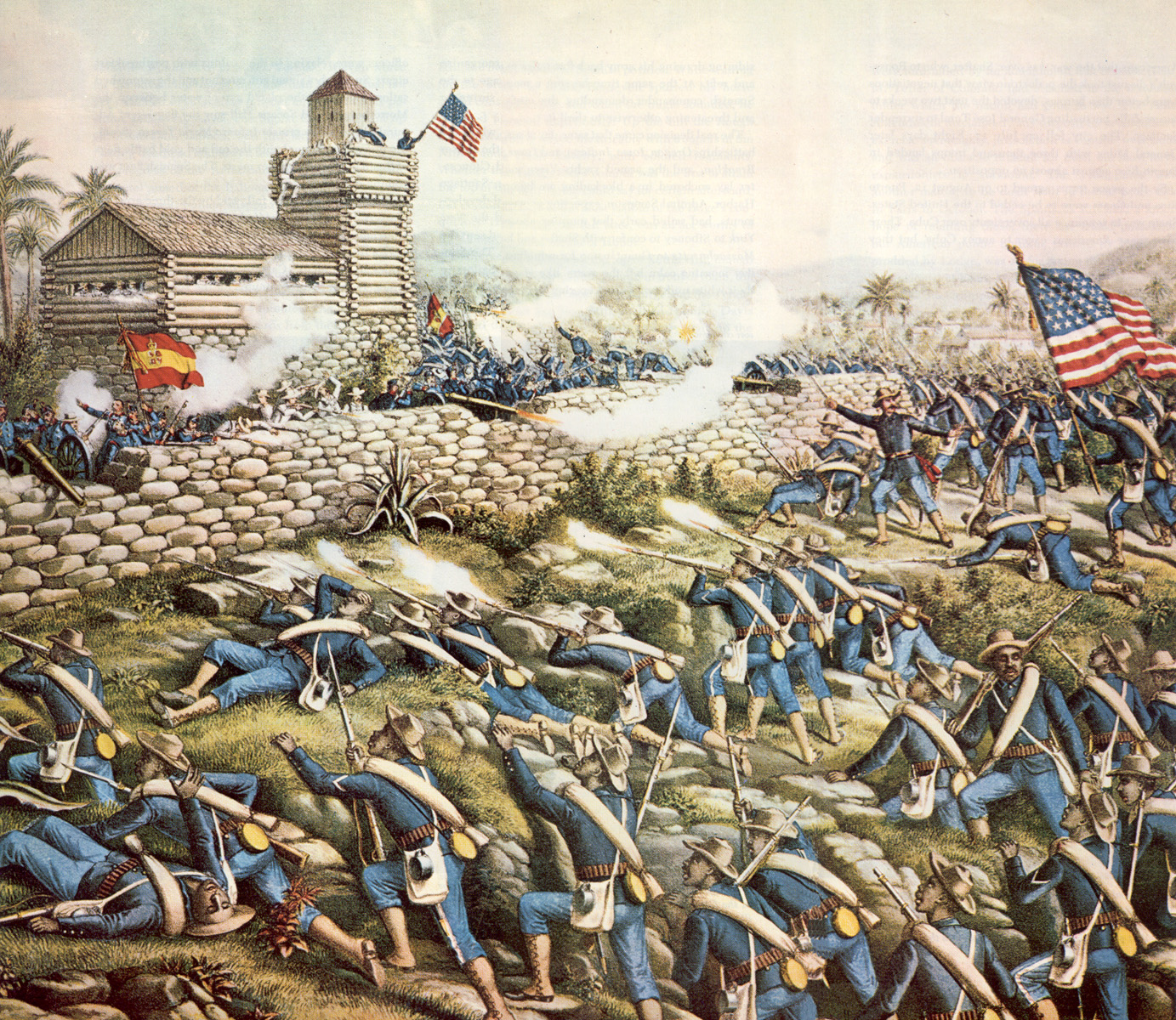
Batalla de las Colinas de San Juan, 1 de julio de 1898.

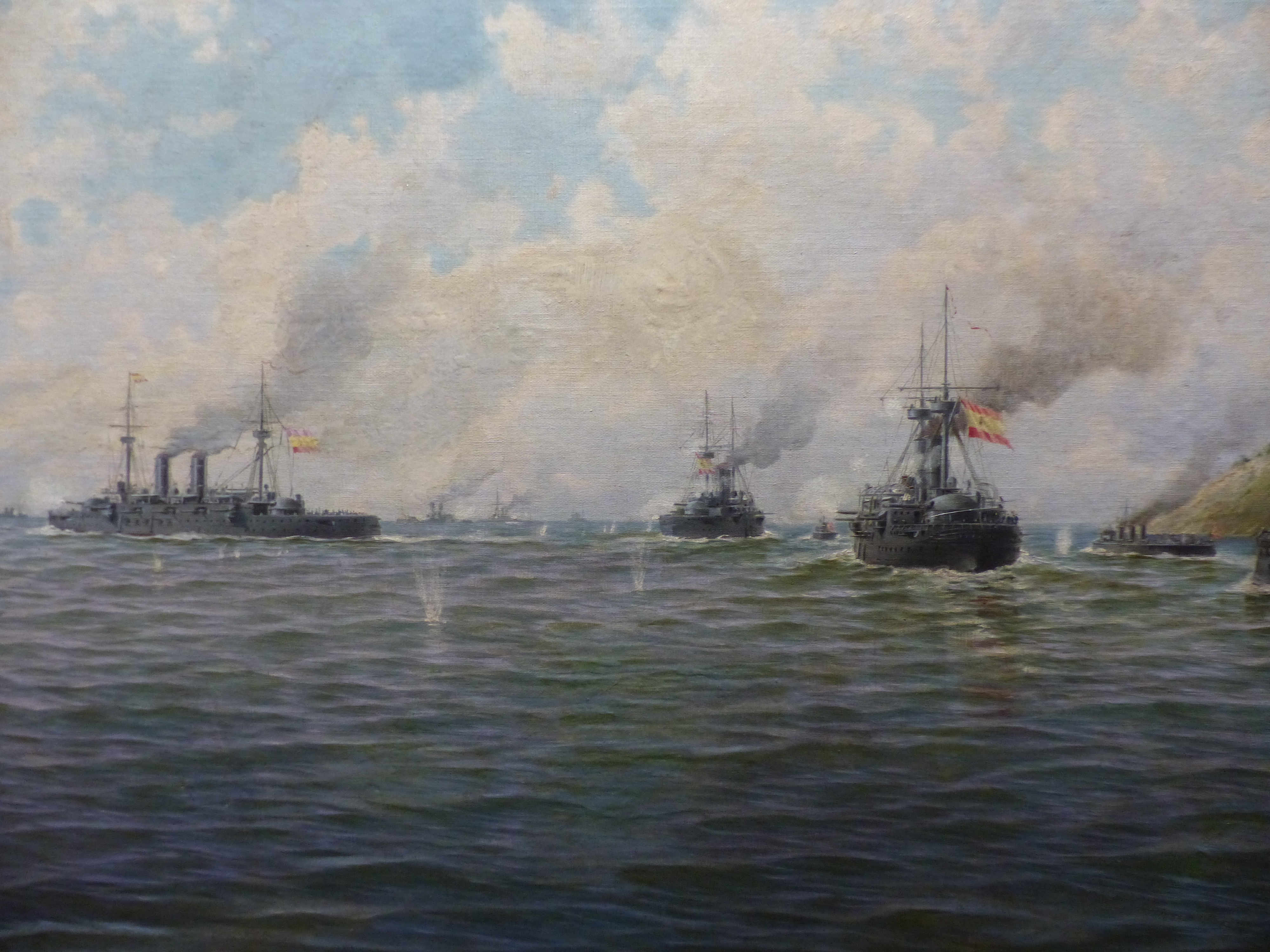
Batalla naval de Santiago de Cuba, 3 de julio de 1898.

Con anterioridad a los hechos del Maine, Estados Unidos ya había ordenado a su flota del Pacífico que se dirigiera a Hong Kong e hiciera allí ejercicios de tiro hasta que recibiera la orden de dirigirse a las Filipinas y a la isla de Guam.
Tres meses antes también se había decretado bloqueo naval a la isla de Cuba sin que mediara declaración de guerra alguna, y cuando finalmente se declaró esta, se hizo con efectos retroactivos al comienzo del bloqueo.
Las tropas de Estados Unidos rápidamente arribaron a Cuba. La Armada de los Estados Unidos destruyó dos flotas españolas, una en la batalla de Cavite, en Filipinas, y otra en la batalla naval de Santiago de Cuba cuando la flota española intentaba sin casi esperanza escapar a mar abierto. Sin embargo, los españoles solo habían logrado hundir un barco estadounidense en toda la guerra: el USS Merrimac. Por si fuera poco, algunas de las mejores unidades de la armada como el acorazado Pelayo o el crucero Carlos V no intervinieron en la guerra
a pesar de ser superiores a sus contrapartes estadounidenses,[cita requerida] aumentado la sensación entre algunos de que se estaba asistiendo a una «demolición controlada» por parte del gobierno español de colonias ingobernables que se iban a perder más pronto que tarde para evitar que el régimen de la Restauración colapsara[cita requerida] (de hecho, las pocas posesiones que España conservó en el Pacífico tras esta guerra fueron vendidas en 1899 a Alemania). Finalmente, el gobierno español pidió en julio negociar la paz.
A pesar de su superioridad numérica, las tropas de los Estados Unidos se atascaron en la batalla de las Colinas de San Juan, donde sufrieron más bajas que las tropas españolas debido, entre otros motivos, que estas tenían más experiencia y un fusil, el Mauser Modelo 1893, superior a los fusiles Springfield yanquis. No obstante, al final Santiago de Cuba se rindió el 16 de julio. Algunas cifras estiman los fallecidos en la campaña, que culminó con la toma de Santiago, en alrededor de 600 por la parte española, 250 por la estadounidense y 100 por la cubana. A pesar de que la guerra fue ganada principalmente por el apoyo de los mambises, el general Shafter impidió la entrada victoriosa de los cubanos en Santiago de Cuba, bajo el pretexto de «posibles represalias».
El 25 de julio, el general Nelson A. Miles, con 3300 soldados, desembarcó en Guánica comenzando la ofensiva terrestre en Puerto Rico. Las tropas de Estados Unidos encontraron resistencia a comienzos de la invasión. La primera escaramuza entre los estadounidenses y las tropas españolas y portorriqueñas tuvo lugar en Guánica, y la primera resistencia armada se produjo en Yauco, en lo que se conoce como el Combate de Yauco. Este encuentro fue seguido por los combates de Fajardo, Guayama, Coamo y por el del Asomante. Toda una serie de operaciones navales como el bloqueo de las costas de Cuba y el bombardeo de las fortificaciones españolas en San Juan de Puerto Rico, por el acorazado USS Iowa, el crucero acorazado USS New York y otros buques de guerra, el apoyo proveniente de los cañones de la armada estadounidense contra las costas y los desembarcos del ejército en Cuba y Puerto Rico llevaron al rápido final de la contienda. Estados Unidos nunca pudo apropiarse de Puerto Rico ni ocupar la isla, lo cual terminó pasando por la rendición de España por sus derrotas en Filipinas y Cuba.

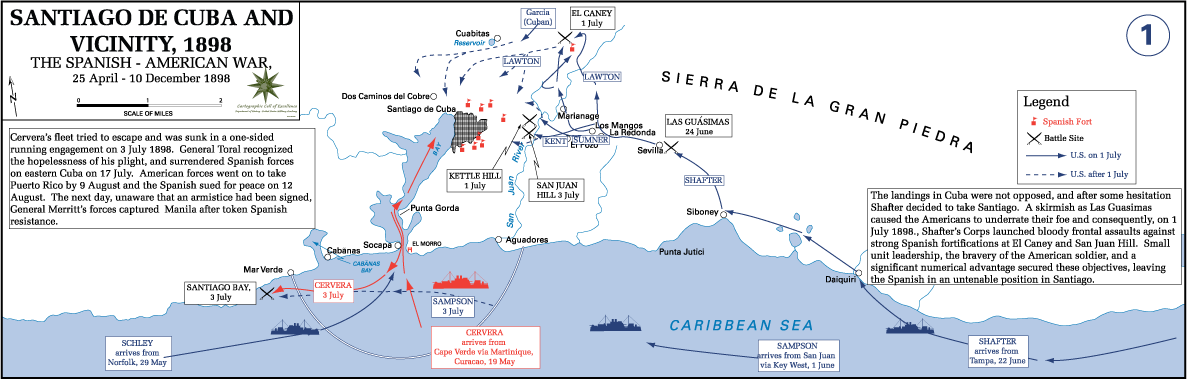
Mapa de la campaña militar de Santiago de Cuba.

El 13 de agosto se dio la batalla de Manila, la última de la guerra. Tropas estadounidenses capturan Manila (capital de Filipinas) en una batalla que en realidad fue pactada con los españoles para evitar que cayera en manos de los insurgentes filipinos.

## Escuadra de Cámara

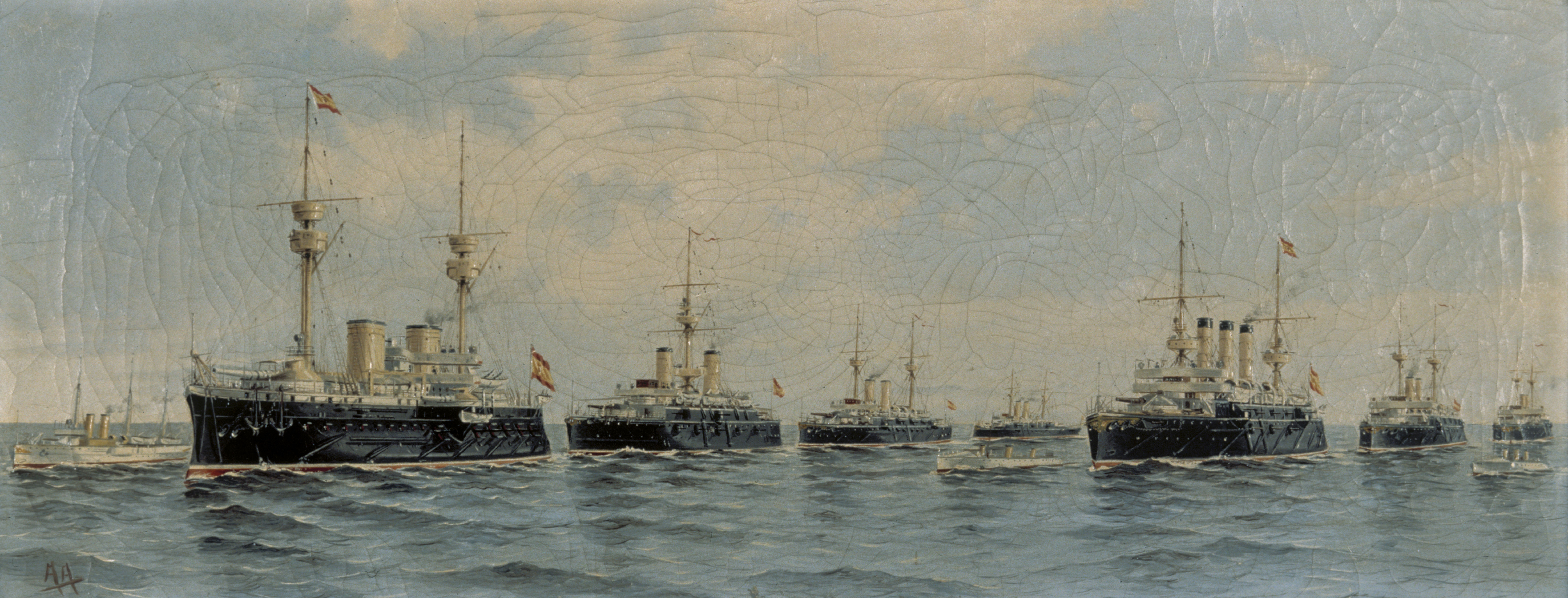
Óleo sobre lienzo pintado y firmado con iniciales A.A. por Antonio Antón e Iboleón, hacia 1897. Es una vista ideal de la Escuadra de Instrucción en 1896, antes de la guerra de 1898, ya que los buques representados nunca navegaron juntos. A la izquierda el acorazado Pelayo con insignia, seguido por los cruceros Cristóbal Colón, Infanta María Teresa y Alfonso XIII; a la derecha, el crucero Carlos V con insignias, Almirante Oquendo y Vizcaya. Por el costado de estribor del Pelayo navega el cazatorpederos Destructor; por las amuras del Carlos V navegan sendos destructores clase Furor. Mar marejada y cielos en parte cubiertos.

Caricatura del Almirante Cámara, por Joaquín Xaudaró, 1898.

Poco después de que comenzara la guerra en abril, la Armada española ordenó que las unidades principales de su flota se concentraran en Cádiz para formar la 2.ª Escuadrilla, bajo el mando del Contralmirante Manuel de la Cámara y Livermoore.
Dos de los buques de guerra más poderosos de España, el acorazado Pelayo y el nuevo crucero acorazado Carlos V no estaban disponibles cuando comenzó la guerra, ya que el primero se encontraba en reconstrucción en un astillero francés y el último aún no había sido entregado por sus constructores. Sin embargo, ambos fueron puestos en servicio y asignados al escuadrón de Cámara.
Una misión que le fue encomendada a dicho escuadrón, a falta de otra dirección, era proteger la costa española de las incursiones de la Armada de los Estados Unidos.
Durante mayo, el Ministerio de Marina español consideró opciones para emplear la escuadra de Cámara, que entonces estaba inactiva. El ministro español de Marina, Ramón Auñón y Villalón, hizo planes para que Cámara tomara una parte de su escuadrón a través del océano Atlántico y bombardeara una ciudad en la costa este de los Estados Unidos ―posiblemente Charleston (en el estado de Carolina del Sur)― y luego se dirigiera al Caribe para hacer puerto en San Juan, La Habana o Santiago de Cuba.
La expedición estaría formada por tres divisiones:
- 1.ª División al mando del propio Cámara, compuesta por el crucero acorazado Carlos V y los cruceros auxiliares Meteoro, Patriota, Rápido y el aviso Giralda.
- 2.ª División al mando del capitán de Navío José Ferrándiz y Niño, compuesta por los acorazados Pelayo y Vitoria y los destructores Osado, Audaz y Proserpina.
- 3.ª División al mando del capitán de Navío José de Barrasa y Fernández de Castro, compuesta compuesta únicamente de tres cruceros auxiliares: el Buenos Aires, el Antonio López y el Alfonso XII.

Estos destructores pertenecían a la clase Furor, eran veloces y estaban bien artillados. El más poderoso de la flota era el acorazado Pelayo, principal motivo para la preocupación de los mandos militares enemigos. El Pelayo y el Carlos V superaban por sí solos en potencia de fuego y tonelaje a toda la escuadra con la que Dewey combatía en Filipinas. Mientras tanto, la inteligencia estadounidense informó rumores ya el 15 de mayo de que España también estaba considerando enviar el escuadrón de Cámara a Filipinas para destruir el escuadrón de Dewey y reforzar las fuerzas españolas allí con tropas frescas.
El Gobierno estadounidense ordenó que se dejaran de iluminar las ciudades de la Costa Este para dificultar el temido raid hispano. El pánico se apoderó de la Costa Este. Por otro lado, la posibilidad de que la flota española llegara a Filipinas preocupaba mucho a los Estados Unidos, que se apresuraron a enviar 10 000 soldados adicionales del Ejército de Estados Unidos a Filipinas y enviar dos monitores de la Armada de Estados Unidos para reforzar a Dewey.
El 15 de junio de 1898, Cámara finalmente recibió sus órdenes: los planes para atacar la Costa Este de los Estados Unidos fueron cancelados, y en su lugar debía partir inmediatamente hacia Filipinas, para escoltar un convoy que transportaba 4000 hombres del ejército español para reforzar Filipinas y destruir el escuadrón de Dewey. A la escuadra formada por las tres divisiones antes mencionadas se les sumaban dos carboneros: Covadonga y Colón. Para la nueva misión habría que detenerse en puertos neutrales, en Francia e Italia no habría problemas, pero sí en Suez. Cámara se despidió de Cádiz el 16 de junio de 1898, llegando el 26 a Port Said, Egipto (el acceso al Canal de Suez), por entonces bajo control de Reino Unido. Previamente los servicios de inteligencia de los Estados Unidos estaban ya al tanto de la hoja de ruta de Cámara, por ello avisaron al vicecónsul de los Estados Unidos en El Cairo, Ethelbert Watts. Este había comprado todo el carbón disponible en Suez.
Para complicar aún más las cosas para Cámara, el gobierno británico, que controlaba Egipto en ese momento, le informó el 29 de junio que su escuadrón no tenía permiso para el carbón en aguas egipcias, con el argumento de que tenía suficiente carbón para regresar a España y que cualquier actividad que emprendiera en Egipto violaría la neutralidad egipcia y británica, y que tendría que regresar al mar en 24 horas.
Cámara cumplió.

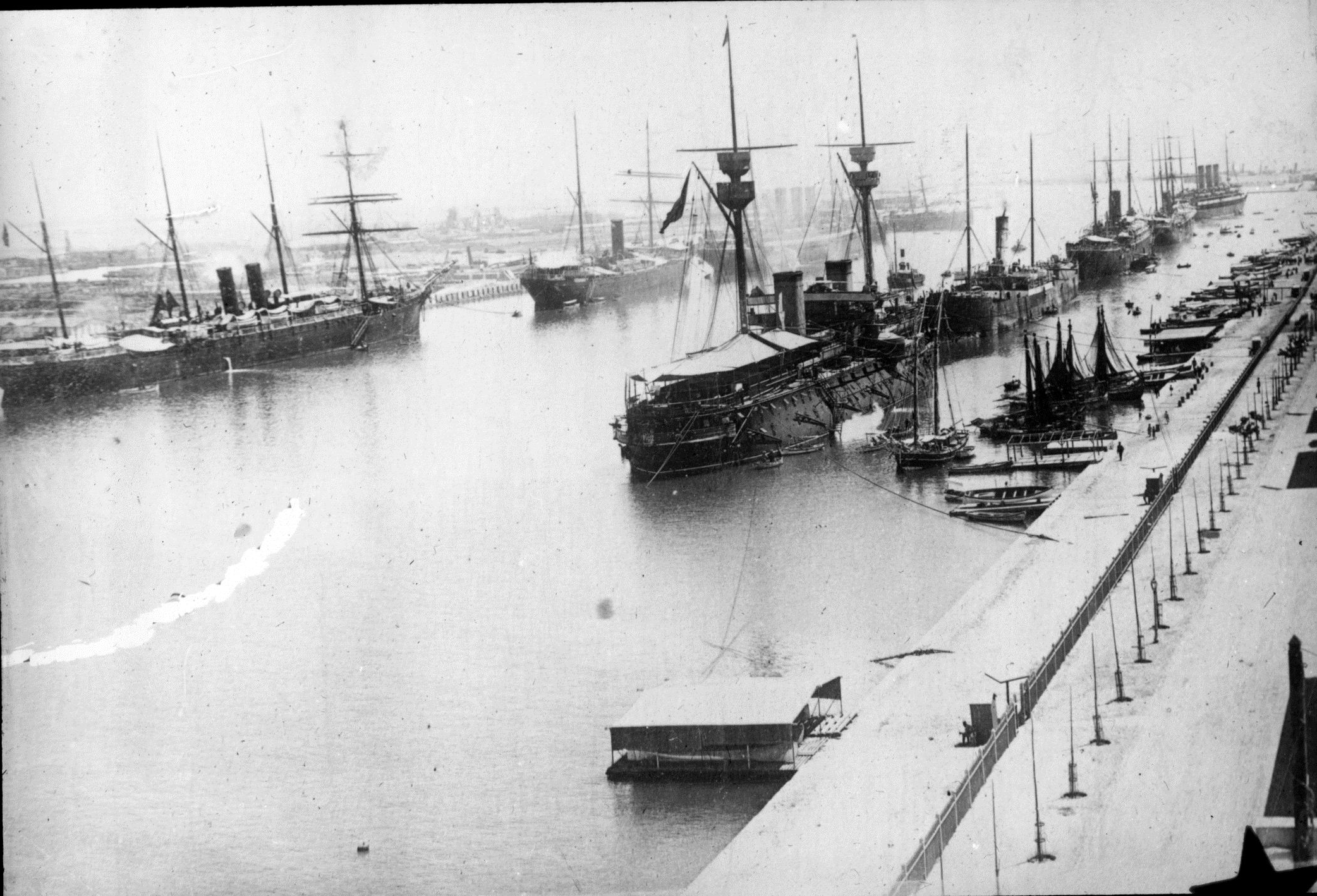
Flota española del Almirante Cámara anclada en el canal de Suez en julio de 1898. Su buque insignia, el acorazado Pelayo, se ve en primer plano. El último navío de línea es el crucero acorazado Carlos V. Finalmente este escuadrón no lucharía en la guerra.

Tras insistencias y negociaciones, Cámara finalmente consiguió atravesar el Canal de Suez el 5-6 de julio de 1898. En ese momento, el escuadrón del almirante Cervera había sido aniquilado en la batalla naval de Santiago de Cuba el 3 de julio, liberando a las fuerzas pesadas de la Armada de los Estados Unidos que se encontraban en el Caribe. Temeroso de la seguridad de la costa española, el Ministerio de Marina español retiró el escuadrón de Cámara, que para entonces había llegado al Mar Rojo, el 7 de julio de 1898. el Departamento de Marina de los Estados Unidos había anunciado que una Marina de Estados Unidos con una «escuadra formada por cruceros» se reuniría y «se dirigiría de inmediato a la costa española».
Cámara emprendió el viaje de regreso el 11 de julio de 1898 hacia España, llegó a Cartagena el 23 de julio y luego regresó a Cádiz.
El 2.º Escuadrón fue disuelto el 25 de julio de 1898.
Posteriormente, ninguna fuerza de la Marina de los Estados Unidos amenazó la costa de España y, por tanto, ni Cámara ni los dos buques de guerra más poderosos de España llegaron a entrar en combate durante la guerra.

#### Trabas británicas
Por más que el Gobierno español quisiera en último trance recurrir a lo que le quedaba de músculo naval, lo que nunca pudo superar fue su aislamiento internacional. Las presiones y trabas de Gran Bretaña, que no deseaba que la contienda se extendiera al Atlántico hizo inviable la incursión hacia la Costa Este de Estados Unidos. Así, antes de que las armas españolas pudieran siquiera asomarse a territorio enemigo, el Gobierno recibió las noticias de la alarmante situación en Filipinas y ordenó a Cámara redirigir la flota hacia el archipiélago asiático. De esta manera las trabas británicas volvieron a aparecer en Port Said, como anteriormente relatado.
Quedó así truncado cualquier servicio que pudiera prestar el Pelayo, un navío imponente al que los mandos estadounidenses tenían enorme respeto. El historiador Pablo de Azcárate cuenta en su libro La guerra del 98 la «gran preocupación» que causaba a Dewey la eventual llegada al escenario filipino de «un buque como el Pelayo, superior a todos los que él tenía bajo su mando». La soledad diplomática española impidió que pudiera llegar a tiempo al teatro de operaciones. La que era la última esperanza española se diluyó antes siquiera de que las armas que la sustentaban pudieran trabar combate.

## Consecuencias

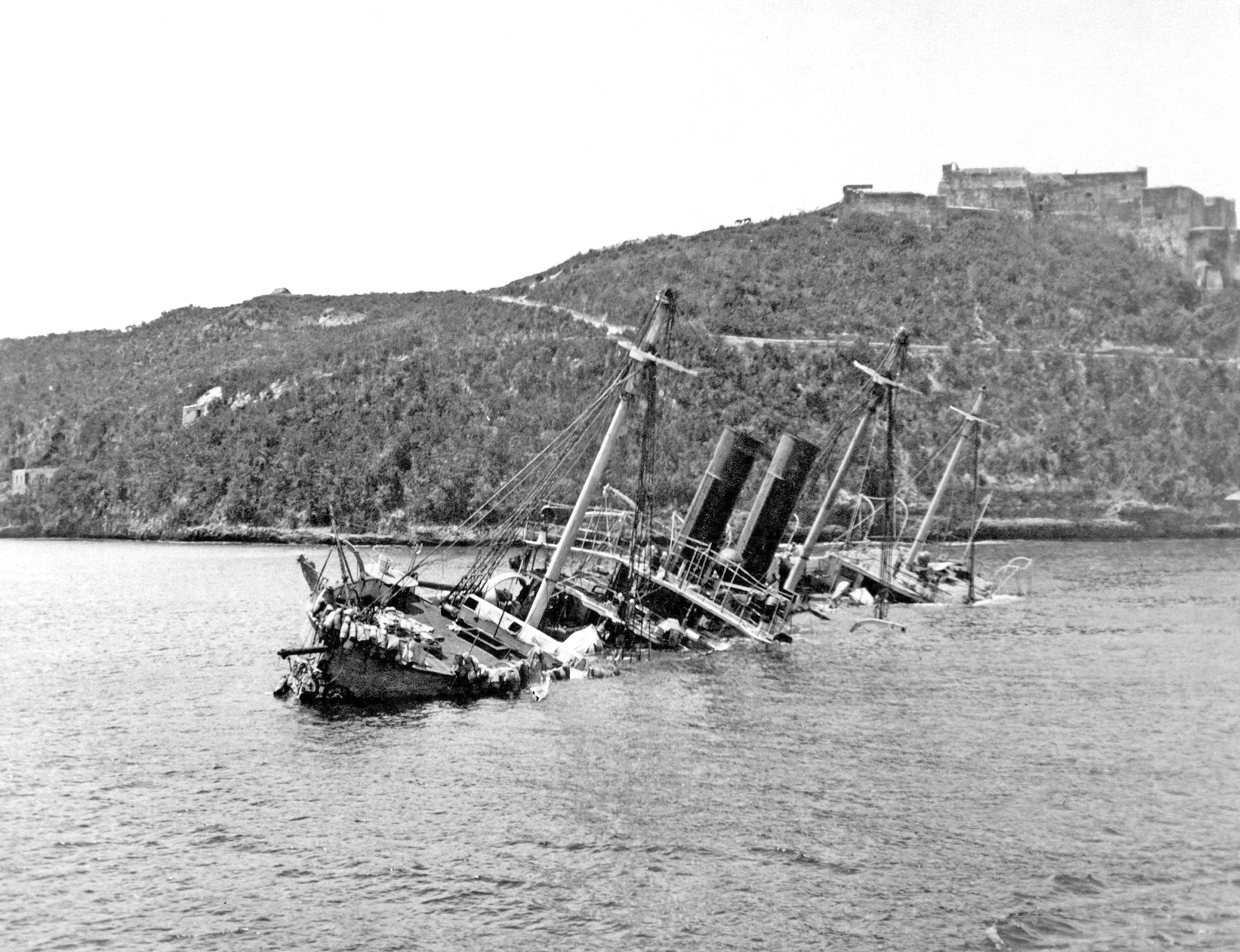
El crucero español Reina Mercedes, hundido por su propia tripulación en Santiago de Cuba para bloquear el acceso al puerto.

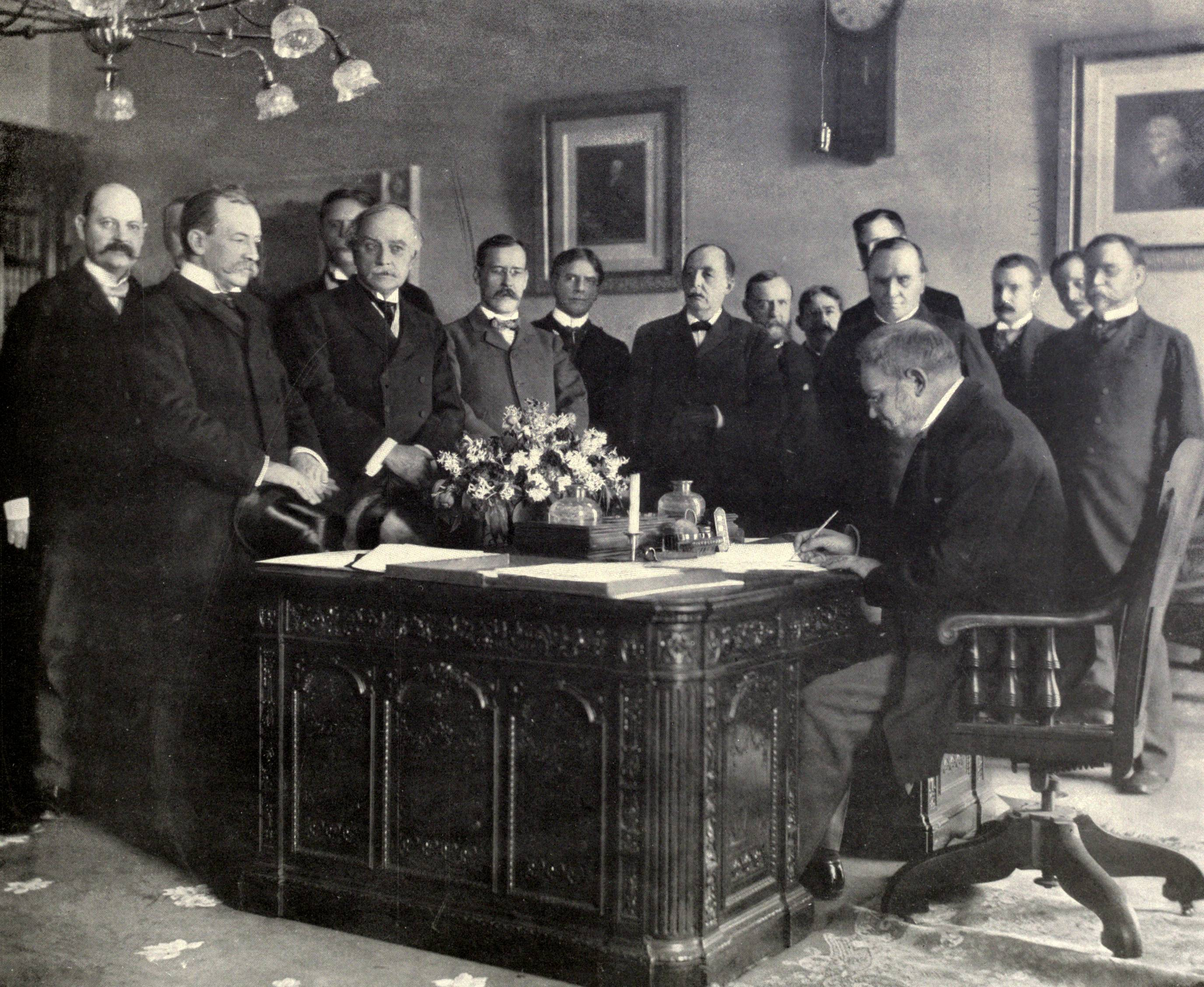
Jules Cambon, embajador de Francia en Estados Unidos, firmando el Tratado de París.

Tras conocerse el hundimiento de las dos flotas, el gobierno de Sagasta pidió la mediación de Francia para entablar negociaciones de paz con Estados Unidos que tras la firma del protocolo de Washington el 12 de agosto, comenzaron el 1 de octubre de 1898 y que culminaron con la firma del Tratado de París, el 10 de diciembre.
Mediante los acuerdos de París del 10 de diciembre de 1898, se concuerda la futura independencia de Cuba, que se concretará en 1902, y España cede Filipinas, Puerto Rico y Guam.
Las restantes posesiones españolas en Oceanía (islas Marianas, Carolinas y Palaos), incapaces de ser defendidas debido a su lejanía y la destrucción de buena parte de la flota española, fueron vendidas a Alemania en 1899 por 25 millones de pesetas, por el tratado germano-español.

Art. 1.º. España renuncia a todo derecho de soberanía y propiedad sobre Cuba. En atención a que dicha isla, cuando sea evacuada por España, va a ser ocupada por los Estados Unidos, éstos, mientras dure su ocupación, tomarán sobre sí y cumplirán las obligaciones que, por el hecho de ocuparla, les impuso el derecho internacional (...)
Art 2.º. España cede a los Estados Unidos la isla de Puerto Rico y las demás que están ahora bajo su soberanía en las Indias Occidentales, y la isla de Guam en el archipiélago de las Marianas o Ladrones.
Art. 3.º. España cede a los Estados Unidos el archipiélago conocido por las islas Filipinas (...).
Art. 5.º. Los Estados Unidos (...) transportarán a España, a su costa, a los soldados españoles que hicieron prisioneros de guerra las fuerzas estadounidenses al ser capturada Manila.
Tratado de París del 10-12-1898

«Calificada como absurda e inútil por gran parte de la historiografía, la guerra contra Estados Unidos se sostuvo por una lógica interna, en la idea de que no era posible mantener el régimen monárquico si no era a partir de una derrota militar más que previsible», afirma Suárez Cortina. Un punto de vista que es compartido por Carlos Dardé: «Una vez planteada la guerra, el gobierno español creyó que no tenía otra solución que luchar, y perder. Pensaron que la derrota ―segura― era preferible a la revolución ―también segura―».
«Conceder la independencia a Cuba, sin ser derrotado militarmente… hubiera implicado en España, más que probablemente, un golpe de Estado militar con amplio apoyo popular, y la caída de la monarquía; es decir, la revolución». Como dijo el jefe de la delegación española en las negociaciones de paz de París, el liberal Eugenio Montero Ríos: «Todo se ha perdido, menos la Monarquía». O como dijo el embajador estadounidense en Madrid: los políticos de los partidos dinásticos preferían «las probabilidades de una guerra, con la seguridad de perder Cuba, al destronamiento de la monarquía». Hubo oficiales españoles en Cuba que manifestaron «el convencimiento de que el gobierno de Madrid tenía el deliberado propósito de que la escuadra fuera destruida lo antes posible, para llegar rápidamente a la paz».
Si se toma como ejemplo el caso portugués, cuando debido al ultimátum británico de 1890 el Reino de Portugal tuvo que retirarse de manera humillante sin lucha de algunos territorios coloniales africanos para dejar que el Imperio británico (muy superior en todos los aspectos al portugués) los ocupara, el descontento social que se generó acabó provocando una dinámica que llevó a la caída de la monarquía en 1910.
En España el resultado de la guerra se vivió como una tragedia, pero solo entre la clase intelectual (lo que dará lugar al Regeneracionismo y a la Generación del 98), ya que la mayoría de la población era analfabeta y vivía bajo el régimen del caciquismo. El desastre no tuvo nada de excepcional en el contexto de la época: ese mismo año los franceses habían tenido que retirarse vergonzosamente ante los británicos en el incidente de Fachoda, los portugueses también habían tenido que ceder ante ellos en 1890, los italianos fueron humillados por nativos en Abisinia en 1896, los griegos sufrieron una dura derrota ante los turcos, China era un Estado dominado por los extranjeros, los rusos fueron severamente derrotados por los japoneses en 1905 y los turcos fueron derrotados por los italianos en 1912, entre otros ejemplos.
Al terminar la guerra surgió una polémica interna en los Estados Unidos al respecto del destino de las colonias recientemente adquiridas. Hubo quien sostuvo el argumento de preparar a las naciones subdesarrolladas para la democracia y quienes defendían el principio de autodeterminación nacional que figura en la Declaración de Independencia estadounidense. En Filipinas, los insurgentes que habían peleado contra el colonialismo español pronto empezaron a luchar contra las tropas de Estados Unidos en una guerra que duró tres años y provocó la muerte de entre 200 000 y un millón de filipinos, la mayoría a causa de una epidemia de cólera.
Muchos intelectuales, como el filósofo William James y el presidente de la Universidad Harvard, Charles Eliot, un conocido opositor al imperialismo estadounidense, denunciaron estas acciones como traición de los valores estadounidenses.
El escritor Mark Twain destacó que la lectura del Tratado de París le había transformado en antiimperialista:

(Solía ser) un imperialista ferviente. Quería que el águila americana fuera gritando sobre el Pacífico... ¿Por qué no extender sus alas sobre Filipinas, me preguntaba? [...] Me decía a mí mismo: Aquí hay un pueblo que ha sufrido durante tres siglos. Podemos hacerlos tan libres como nosotros, darles un gobierno y un país propios, poner a flote una miniatura de la Constitución estadounidense en el Pacífico, comenzar una nueva república para ocupar su lugar entre las naciones libres del mundo. Me pareció una gran tarea a la que nos habíamos dirigido.

Pero he pensado un poco más, desde entonces, y he leído detenidamente el tratado de París [que puso fin a la guerra hispano-estadounidense], y he visto que no pretendemos liberar, sino subyugar al pueblo de Filipinas. Hemos ido allí para conquistar, no para redimir.

Me parece que debería ser nuestro placer y deber el hacer que esas personas sean libres y dejar que se ocupen de sus propias cuestiones domésticas a su manera. Y por eso soy un antiimperialista. Me opongo a que el águila ponga sus garras en cualquier otra tierra.
New York Herald, 15 de octubre de 1900

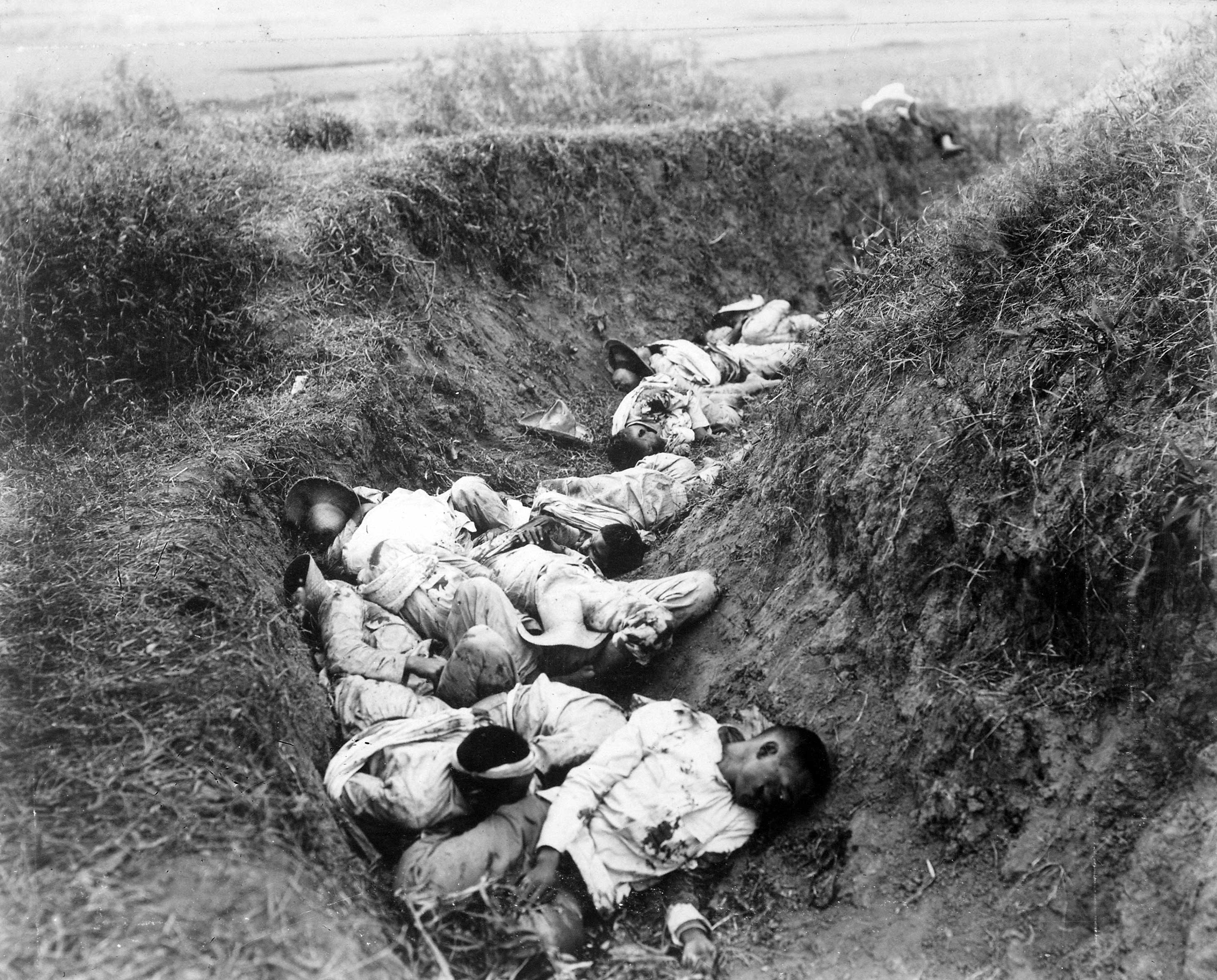
Filipinos muertos durante la Guerra filipino-estadounidense (1899-1902) que surgió inmediatamente, cuando aquellos se alzaron contra sus nuevos dueños estadounidenses. Más de 4000 soldados estadounidenses y soldados filipinos murieron en la guerra. Las estimaciones del total de muertes filipinas alcanzan un millón, aunque la mayoría de los historiadores estiman entre y muertes, principalmente por una epidemia de cólera.

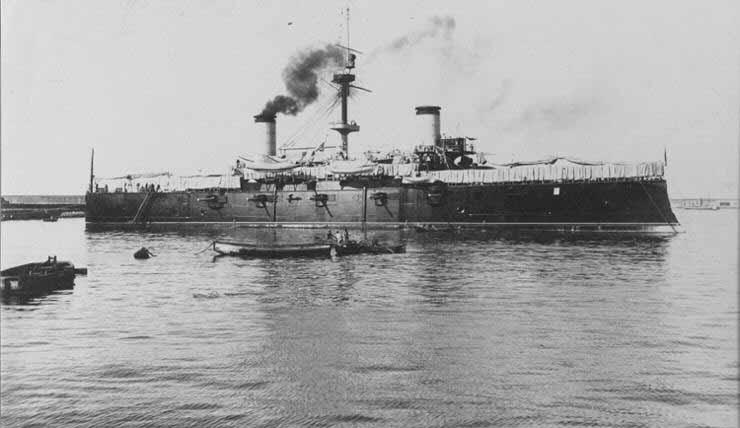
El crucero acorazado español Cristóbal Colón fue enviado a la batalla sin su artillería principal, y destruido en la batalla de Santiago el 3 de julio de 1898.

Años más tarde le llevaría a escribir la oración de guerra en 1904, un relato breve contra el actuar estadounidense en Cuba y Filipinas. El relato no sería publicado en revistas por considerarlo demasiado radical. La primera publicación del mismo no tuvo lugar hasta 1916, año en el que Albert Bigelow Paine lo incluyó en su obra Mark Twain: una biografía.
Pese a las críticas de los antiimperialistas, Estados Unidos comenzó a gravitar cada vez con más fuerza en toda el área del Caribe. El presidente Theodore Roosevelt propuso construir un canal interoceánico en Centroamérica, y en 1903 ofreció al gobierno colombiano comprar una franja de tierra de lo que hoy es Panamá.

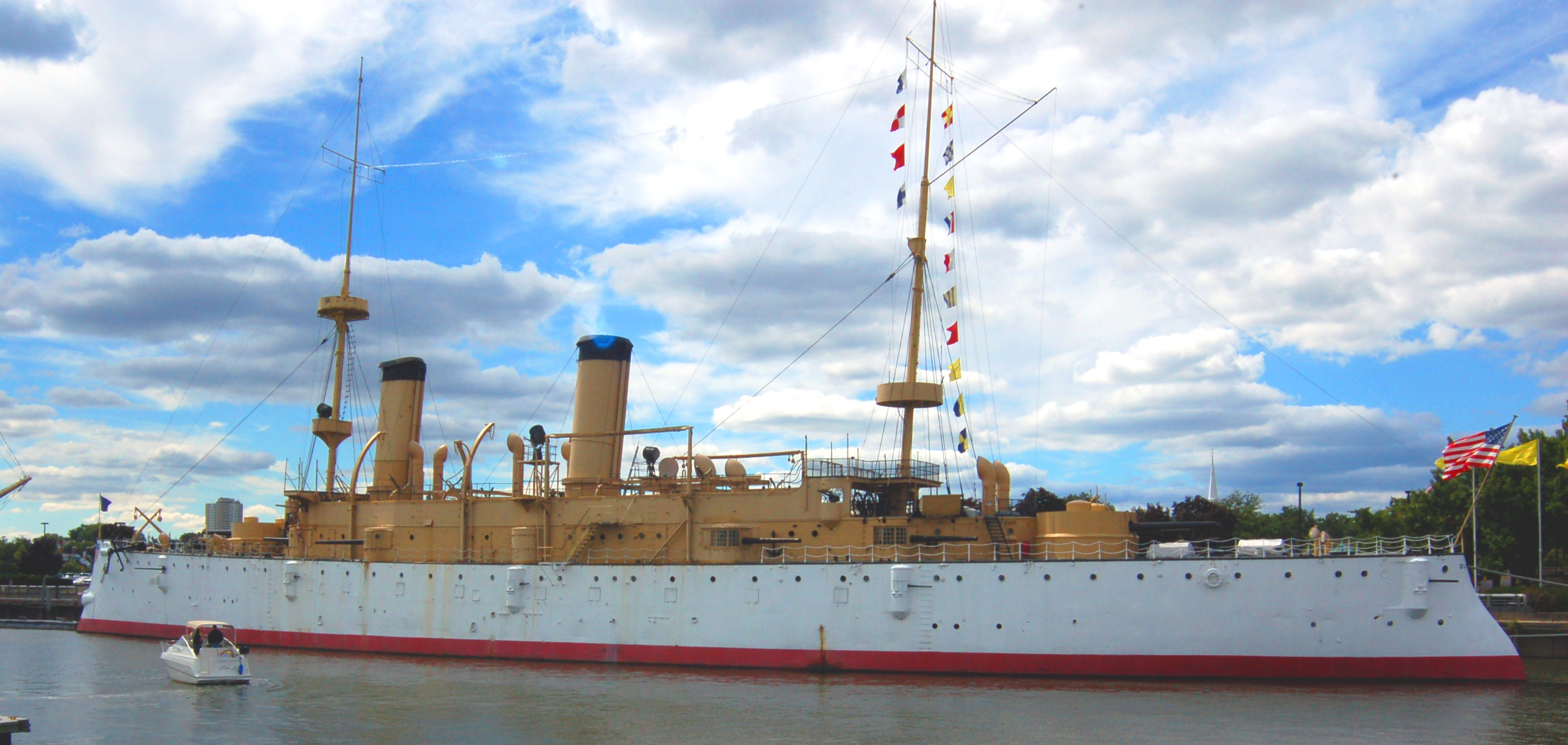
El crucero protegido estadounidense USS Olympia, el único que se conserva en la actualidad de ese conflicto.

Al mismo tiempo que Colombia rechazaba la oferta de Roosevelt, se desató una rebelión en el área designada para la ubicación del canal. Roosevelt apoyó la revuelta y rápidamente emancipación de Panamá frente a Colombia. Unos días después, el francés Philippe-Jean Bunau-Varilla, quien viajó a Washington como Embajador Extraordinario y Plenipotenciario de la naciente República de Panamá, vendió a Estados Unidos la zona del canal. En 1914, el canal de Panamá se abrió al tráfico marítimo.
Las tropas estadounidenses abandonaron Cuba en 1902, pero se exigió a la nueva nueva república que otorgara bases navales a Estados Unidos. Asimismo se prohibió a Cuba suscribir tratados que pudieran atraerla a la órbita de otra potencia extranjera. También se garantizó la capacidad de intervención de Estados Unidos en el nuevo estado a través de la Enmienda Platt, vigente hasta 1934. A Filipinas se le concedió un autogobierno limitado en 1907 e independencia absoluta en 1946, tras la Segunda Guerra Mundial. En 1952 el Congreso de los Estados Unidos aprueba para el territorio no incorporado de Puerto Rico el Estado Libre Asociado con autogobierno.
Económicamente la guerra cambió el transcurso de la economía en España, ya que después de la guerra grandes cantidades de capital en poder de los españoles en Cuba y los Estados Unidos fueron devueltos a la península e invertidos en España. Este flujo masivo de capital (equivalente al 25 % del producto interno bruto de un año) ayudó a desarrollar las grandes empresas modernas en España en las industrias del acero, química, financiera, mecánica, textil, astillero y energía eléctrica.
Sin embargo, las consecuencias políticas fueron serias. La derrota en la guerra comenzó el debilitamiento de la frágil estabilidad del régimen político conocido como «la Restauración» que había sido establecida anteriormente por el gobierno de Alfonso XII. No obstante, este régimen aguantaría treinta años más, incluyendo la neutralidad en la Primera Guerra Mundial, hasta la proclamación de la Segunda República en 1931. De hecho, la pérdida de las últimas posesiones coloniales en América y en Oceanía fue un factor que ayudó a España a mantener la neutralidad en las dos guerras mundiales del siguiente siglo.

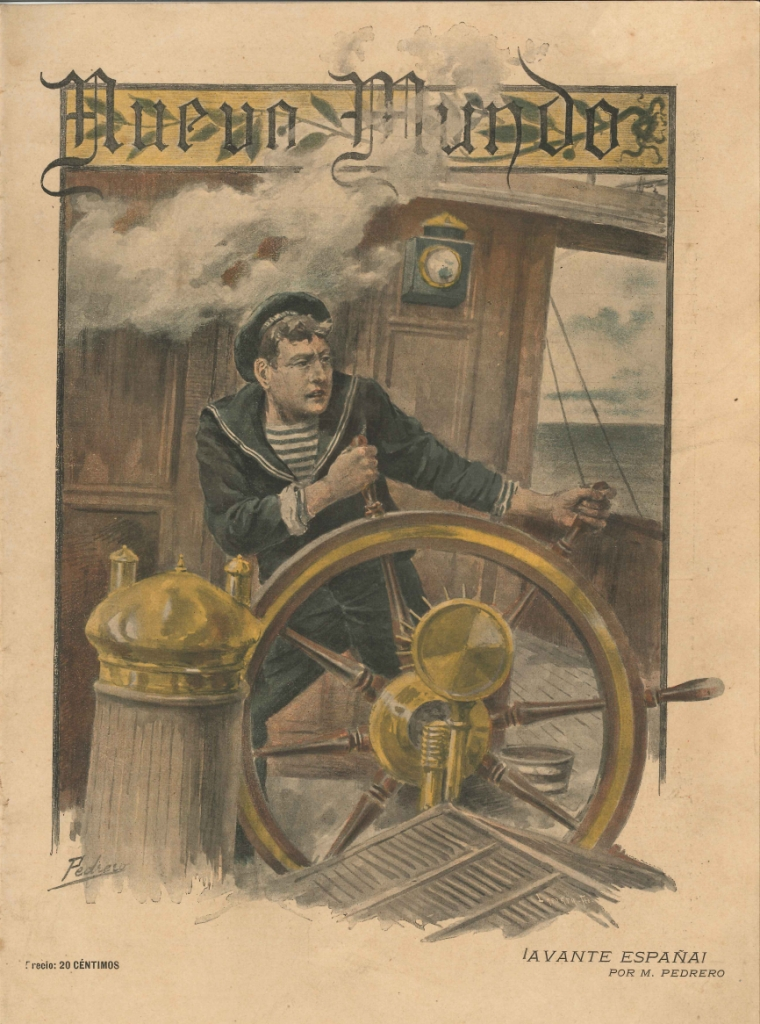
«¡Avante España!», en Nuevo Mundo de 20 de abril de 1898. Portada por Mariano Pedrero.

En 1900, por Decreto del 18 de mayo del Ministerio de Marina, se describió técnicamente la situación de los buques de la Armada en ese momento y se dieron de baja veinticinco unidades por considerarse inútiles para el servicio militar.
En resumen, el panorama que se señalaba en ese Decreto era desolador, pues solo consideraba 2 buques aptos para la guerra moderna de entonces (el acorazado Pelayo y el crucero Carlos V). Las fragatas blindadas Numancia y Vitoria eran de poco valor militar (y además debían de darse de baja con la siguiente carena o por una avería importante).
Otros buques (los cruceros Río de la Plata, Extremadura, Infanta Isabel y Lepanto, los cañoneros clase Álvaro de Bazán, el cañonero-torpedero Nueva España, la corbeta Nautilus, los destructores clase Furor y el Destructor, junto con otros buques menores) eran de nulo o casi nulo valor militar que se podían conservar, en general, por su velocidad como avisos, para el servicio en territorios coloniales de ultramar, como buques escuela o posibles conflictos internos civiles. También se salvaban el yate Giralda, que se convertiría en yate real poco después, y el vapor Urania como buque hidrográfico.
Entre finales de 1900 y principios de 1901 se «indultó» a algunos pocos de los buques que anteriormente se había dispuesto su baja, como por ejemplo los cañoneros Temerario o Marqués de Molins.
Nadie dudaba de la necesidad de modernizar la Armada, pero muchos cuestionaban que se contara en España con la tecnología y la industria requeridas para acometer ese plan. La cooperación del Reino Unido, con el objetivo de dotar a la Armada de elementos modernos disuasorios contra las ambiciones germanas, se plasmó en 1907 con la visita a Cartagena del rey Eduardo VII y la firma de los Acuerdos de Cartagena, una especie de alianza defensiva entre España, Francia y Reino Unido,
en caso de guerra contra la Triple Alianza.
Pocos años después de la guerra, durante el reinado de Alfonso XIII, España mejoró su posición comercial y mantuvo estrechas relaciones con Estados Unidos, lo que provocó la firma de tratados comerciales entre ambos países en 1902, 1906 y 1910. España giraría su punto de atención hacia sus posesiones en África (especialmente el norte de Marruecos, Sahara español y la Guinea Española) y se empezaría a rehabilitar internacionalmente tras la Conferencia de Algeciras de 1906.

## En el arte
La novela El árbol de la ciencia, de Pío Baroja, relata la estancia de un estudiante universitario de Medicina en Madrid durante la guerra hispano-estadounidense.